# Thierry III de Montbéliard
Pour les articles homonymes, voir Thierry III et Thierry.
Thierry III de Montbéliard (dit Thierry le Grand ou le Grand baron), né en 1205 et mort en 1283, était un comte de Montbéliard, issu de la Maison de Montfaucon.

## Biographie
Thierry est le fils de Richard III de Montfaucon et d'Agnès d'Auxonne ou de Bourgogne, sœur d'Étienne II-III et fille d'Étienne Ier-II, lui-même fils du comte Guillaume IV-III.
Il succède à son père en tant que comte de Montbéliard en 1227 / 1228.
En 1248, il crée le premier hôpital des pauvres à Montbéliard, à l’extérieur de la cité, qui sera sous la protection du pape Innocent IV. Il accorde l'exploitation de la saunerie de Saulnot à l'abbaye de Lure.
Son fils Richard de Montfaucon étant mort de son vivant, il lèguera en 1282 le comté à son arrière petite fille Guillemette de Neufchâtel laquelle se mariera avec Renaud de Bourgogne qui succèdera à Thierry III en tant que comte de Montbéliard.

## Famille
Thierry épouse Alix, fille de Frédéric II de Ferrette, de qui il a :
- Richard de Montfaucon (? - 1279), ∞ Catherine, fille de Mathieu II de Lorraine ;
- Sibylle, dite de Montfaucon, ∞ Rodolphe III de Neuchâtel ;
  - d'où la suite des comtes de Montbéliard et des comtes de Neuchâtel (Suisse) par leur fils Amédée, lui-même père de Guillemette, comtesse de Montbéliard, et de Rodolphe IV, comte de Neuchâtel.
- Béatrix (? - 1249), ∞ Eudes d'Arguel ;
- Agatha (? - ap. 1251), ∞, avant juin 1251, Ulrich IV de Neuchâtel-Aarberg ;
  - d'où succession.
- Marguerite (?-ap. 1259), ∞ Richard Ier de Neufchâtel-Bourgogne[4] ;
  - d'où succession.